# Dekanat Francji centralnej
Dekanat Francji centralnej – jeden z 13 dekanatów Arcybiskupstwa Zachodnioeuropejskich Parafii Tradycji Rosyjskiej Patriarchatu Moskiewskiego. Stanowisko dziekana nie jest obsadzone.

## Parafie
W skład dekanatu wchodzą 4 parafie:
- Parafia św. Aleksandra Newskiego w Le Creusot
- Parafia Zmartwychwstania Pańskiego w Grenoble
- Parafia św. Aleksego z Uginy i św. Marii z Paryża w Lyonie
- Parafia Chrystusa Zbawiciela i Zaśnięcia Matki Bożej w Vichy